# Ipueiras
Ipueiras est une municipalité brésilienne située dans l'État du Tocantins.